# ميكي ساساكي
ميكي ساساكي (باليابانية: 佐々木みき) (و. 1976 – م) هي لاعبة كرة طائرة، من اليابان، ولدت في موروان، هوكايدو، شاركت في ألعاب الأولمبياد الصيفية سنة 2004.

## روابط خارجية
- ميكي ساساكي على موقع عالم الكرة الطائرة (الإنجليزية)
- ميكي ساساكي على موقع الدوري الياباني (مؤرشف) (اليابانية)
- ميكي ساساكي على موقع أوليمبيديا (الإنجليزية)